# Polarbahn

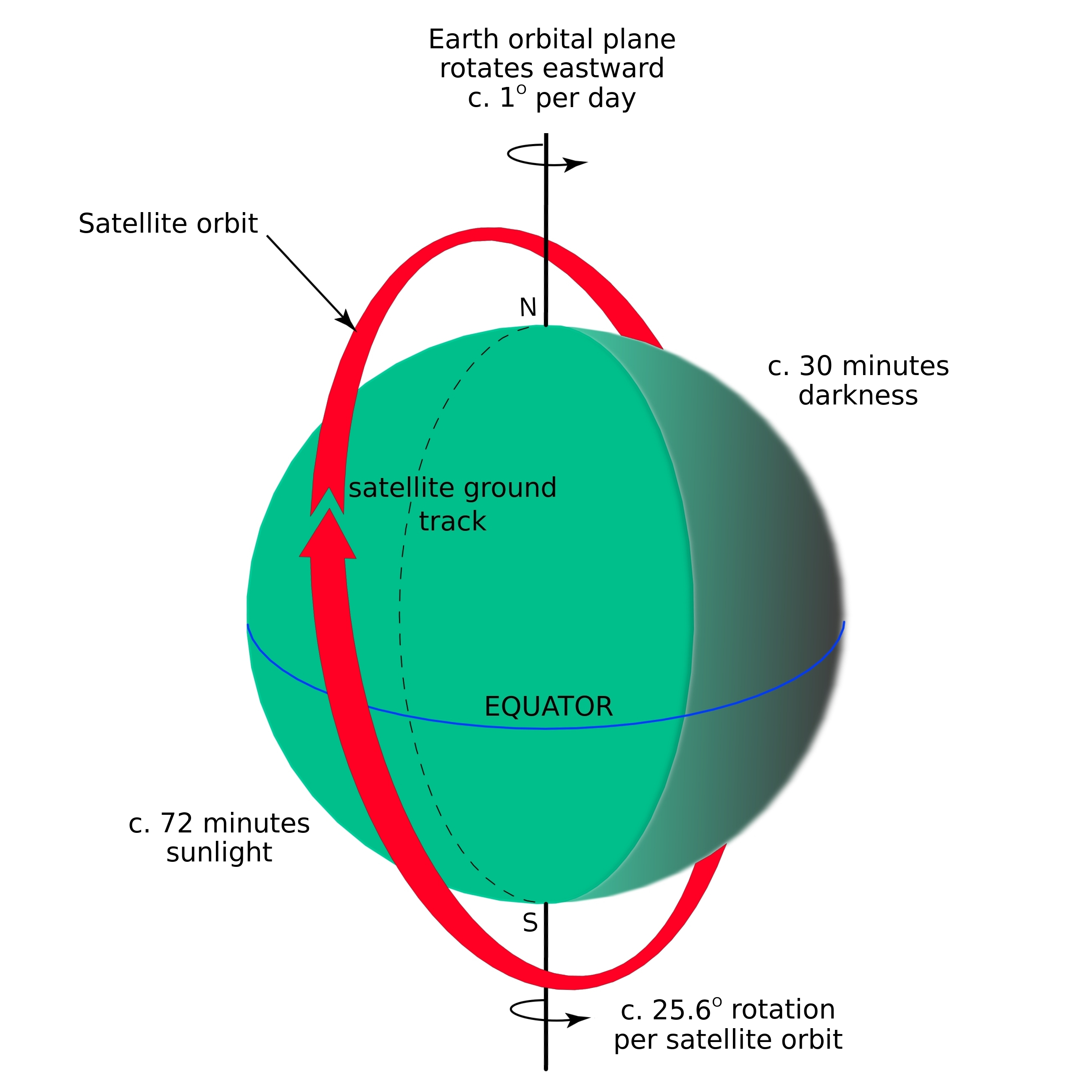
Beispiel einer polaren Umlaufbahn

Als Polarbahn oder polare Bahn bezeichnet die Raumfahrt Umlaufbahnen von Satelliten mit einer Bahnneigung nahe bei 90°.

## Bahneigenschaften
Wenn die Neigung der Umlaufbahn eines Erdsatelliten zum Äquator 90° beträgt, bewegt sich der Satellit bei jedem Umlauf über den Nord- und Südpol, während die Erde darunter nach Osten dreht. Dadurch zieht der Satellit bei jedem Umlauf über einem anderen Meridian polwärts, was z. B. bei 12 Umläufen pro Tag jedes Mal 360° / 12 = 30° ausmacht. Wenn er über Mitteleuropa nach Norden zieht, überquert er einen halben Umlauf später Neuseeland in Richtung Südpol.

## Vor- und Nachteile
Polarbahnen haben gegenüber Bahnen mit geringeren Neigungen verschiedene Vorteile:
- Der Satellit überquert alle Breitengrade, kann also nach und nach die gesamte Erdoberfläche überstreichen. Dies ist wichtig für Satelliten, die der Fernerkundung oder der Navigation dienen. Die SRTM-Mission (2000) konnte, bedingt durch die Umlaufbahn des Space Shuttle, nicht von allen Breitengraden mittels Radar die Höhe des Geländes bestimmen.
- Die Erdabplattung bewirkt nur geringe Bahnstörungen, während sich eine schräg verlaufende Bahn täglich um mehrere Grad verschwenken würde (siehe Aufsteigender Knoten).
- Wenn der Satellit in den Erdschatten ein- oder aus ihm austaucht, ist die Situation fast symmetrisch – wodurch der Strahlungsdruck der Sonne nur eine kleine Rolle spielt. Die Umlaufbahn des Satelliten muss also seltener korrigiert werden.
- Es ist möglich, eine sonnensynchrone Umlaufbahn zu wählen, sodass der Satellit zur selben Tageszeit immer denselben Punkt auf der Erdoberfläche überfliegt.[2] Auf den Satellitenbildern bleibt so der horizontale Einstrahlungswinkel des Sonnenlichts konstant und damit auch die Richtung des Schattenwurfs von Hügeln, Gebäuden, Bäumen und anderen Objekten. Dies erleichtert die Erdbeobachtung etwa für landwirtschaftliche und nachrichtendienstliche Analysen. Zum Beispiel kann anhand des Schattenwurfs eines Aushub-Kegels das Volumen eines geheimen, unterirdischen Bauwerkes abgeschätzt werden.

Ein geringer Nachteil ist der höhere Energiebedarf beim Start des Satelliten: er muss in Richtung des Pols gestartet werden, wodurch die ostwärts gerichtete Geschwindigkeit der Erdrotation (am Äquator 460 m/s bzw. 0,46 km/s) nicht genutzt werden kann. Dies macht jedoch auch nur einen Bruchteil, nämlich knapp 6 %, der durchschnittlichen Startgeschwindigkeit eines Satelliten von 8 km/s aus.